# Tirukkoyilur
Tirukkoyilur (Tamil: திருக்கோவிலூர் Tirukkōvilūr [ˈt̪irɯkːoːʋiluːr] oder திருக்கோயிலூர் Tirukkōyilūr [ˈt̪irɯkːoːjiluːr], auch Tirukoilur, Thirukovilur usw.) ist eine Stadt im indischen Bundesstaat Tamil Nadu. Die Einwohnerzahl beträgt rund 30.000 (Volkszählung 2011).
Tirukkoyilur befindet sich am Südufer des periodisch wasserführenden Ponnaiyar-Flusses im Distrikt Viluppuram im Norden Tamil Nadus rund 200 Kilometer südwestlich von Chennai und elf Kilometer westlich der Distrikthauptstadt Viluppuram. Die Stadt ist der Hauptort des Taluks (Subdistrikts) Tirukkoyilur.

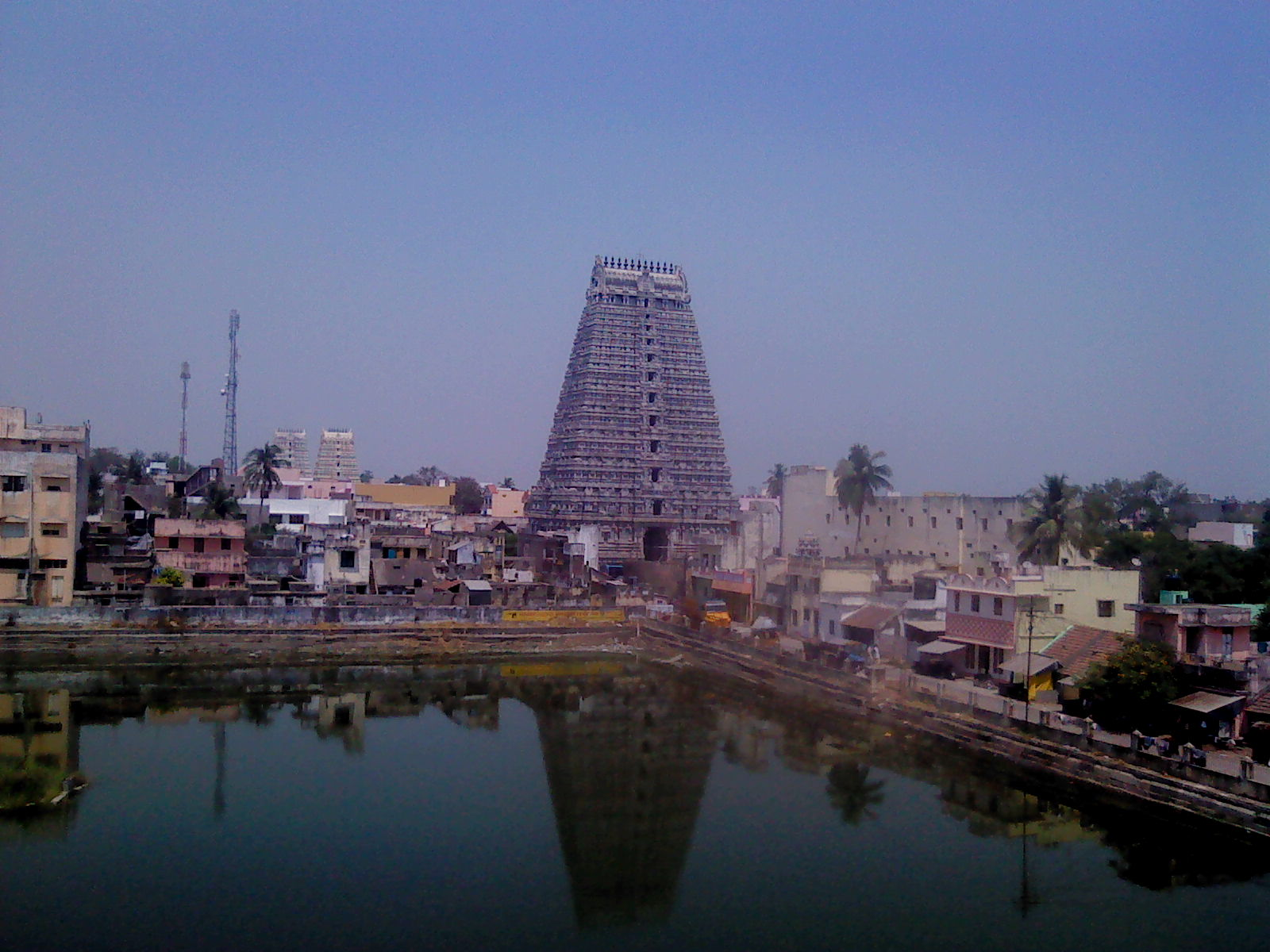
Der Ulagalantha-Perumal-Tempel in Tirukkoyilur

Der Name Tirukkoyilur bedeutet auf der lokalen Sprache Tamil „heiliger (tiru) Tempel- (koyil) Ort (ur)“. Tirukkoyilur beherbergt sodann auch zwei wichtige hinduistische Heiligtümer: den dem Gott Vishnu geweihten Ulagalantha-Perumal-Tempel im Westen sowie den dem Gott Shiva geweihten Veeratteswarar-Tempel am Ufer des Ponnaiyar-Flusses im Osten der Stadt. Der Ulagalantha-Perumal-Tempel gehört zu den 108 heiligen Orten des tamilischen Vishnuismus (Divya Desams) und der Veeratteswarar-Tempel zu den 274 heiligen Orten des tamilischen Shivaismus (Padal Petra Sthalams). Beim Veeratteswarar-Tempel befindet sich im Flussbett des Ponnaiyar-Flusses ein Felsen, auf dem sich der Legende nach der Dichter Kabilar zu Tode gefastet haben soll.
84 Prozent der Einwohner Tirukkoyilurs sind Hindus, 9 Prozent sind Muslime und 6 Prozent Christen. Die Hauptsprache ist, wie in ganz Tamil Nadu, das Tamil, das von 95 Prozent der Bevölkerung als Muttersprache gesprochen wird.